# Querelle médicale du XVIIIe siècle en France sur la variolisation
L'introduction de la variolisation en France au XVIIIe siècle entraîne une querelle médicale, générée par les risques engendrés par la méthode. Si le Parlement de Paris interdit de la pratiquer dans les villes, pour éviter les épidémies, de nombreuses personnalités de la Cour l'appliquent à leur progéniture. La Faculté de médecine de Paris, sollicitée pour trancher, se divise alors sur le sujet, certains membres allant jusqu'à demander au Parlement d'intervenir dans leurs délibérations pour faire respecter leur forme.

## Contexte
La variolisation est introduite en France par le docteur Théodore Tronchin qui inocule son fils puis, en 1756, les enfants de Louis Philippe d'Orléans.  Charles Marie de La Condamine passe la fin de sa vie à faire campagne pour la variolisation contre la petite vérole, maladie qui l'avait contaminé étant enfant. La pratique est d'abord contestée, mais un certain nombre de grands personnages suivent l'exemple du duc d'Orléans: le duc de Chartres la fait subir à ses fils, le duc de Valois et le duc de Montpensier, le 6 avril 1779.  Louis XVI a été inoculé en 1774. Mais ce phénomène restera limité à une élite royale et ne se répandra pas parmi le peuple, malgré une tentative, en 1786 de faire inoculer les enfants abandonnés et orphelins des Provinces. Jean François Coste l'introduit au sein des armées napoléoniennes. Entre 1765 et 1787, le docteur Jean-François-Xavier Girod (1735-1783) fait inoculer  33 619 personnes en  Franche-Comté  soit plus de 10 % de la population de la province.
La méthode reste largement controversée en raison de ses risques et elle est accusée de provoquer des épidémies, les personnes inoculées étant contagieuses. Le 8 juin 1763, un arrêt du parlement de Paris interdit de pratiquer la variolisation dans les villes et interdit l'accès des villes aux inoculés avant la sixième semaine. La Faculté de médecine de Paris, sollicitée par le parlement, est partagée entre pro et anti variolisation.

## Pro et anti de la Faculté de médecine
« Un grand vizir disait à son roi : il était une fois un batelier du Gange, qui avait perdu les trois quarts de sa famille dans les flots ; des quelques enfants qui lui restaient, un seul savait nager ; serait-ce un mal que d'apprendre aux autres la natation ? — Votre parabole n'est pas difficile à entendre, dit aussitôt le monarque ; je suis moi-même le père, l'inoculation est l'art de nager, la petite vérole est le fleuve du Gange, et tous les hommes sont de la caste des bateliers... ».
D'abord adversaire, Jacques Barbeu du Bourg devient un de plus fervent partisan de la variolisation : il la défendit dans son journal : la Gazette d'Épidaure ; en 1769, il écrivit en sa faveur son Opinion d'un médecin de la Faculté de Paris sur l'inoculation de la petite vérole. 
Le sujet est vivement discuté par la Faculté :
- Une première réunion s'y constitua pour décider du sort de l'inoculation : parmi les douze docteurs présents, six votèrent pour, six contre.
- Une deuxième conférence eut lieu : soixante-dix-huit membres s'y rendirent, cinquante-deux émirent un avis favorable, vingt-cinq se déclarèrent anti-inoculateurs. La question paraissait jugée ; les bons esprits s'en applaudirent. « On dit que la Faculté, écrivait Grimm en août 1764, vient enfin de se déclarer en faveur de la tolérance de l'inoculation ; si cela est, il ne lui a fallu que quatorze mois pour prendre un parti sensé ; ce n'est pas trop».

Les anti-inoculateurs battus revinrent toutefois à la charge. « C'eût été la première fois, observa Grimm, qu'un corps assemblé eût pris un parti sage : il y a lieu de se flatter que les fripons et les sots réunis de droit dans cette illustre compagnie y mettront bon ordre. ».
L'opinion publique ne s'était point préoccupée d'attendre leur avis pour accepter l'inoculation, et demandait même que l'hôpital Saint-Louis fût affecté à l'expérimentation de la nouvelle méthode. Et la Faculté délibérait toujours : il fallait, pour que l'inoculation fût adoptée, que la décision favorable fût émise à trois reprises par la majorité.
Battus aux deux premières, les anti-inoculateurs se démenèrent pour empêcher la convocation de la troisième assemblée qui eût consacré leur défaite. La discorde animait les esprits : un des plus enragés réactionnaires, de l'Épine, composait mémoires sur mémoires. 
On se réunit le 9 juillet 1768 pour fixer la date de la dernière et définitive délibération. Le doyen Berger, endoctriné par de l'Épine, fit si bien qu'il parvint à éluder la fixation du terme fatal : on décida que dans cette occurrence on emploierait, pour recueillir les opinions, la voie du scrutin écrit ; que les absents, auxquels on laisserait le temps de répondre, pourraient communiquer leurs réflexions par lettre. C'était faire renvoyer l'affaire aux calendes grecques : plusieurs docteurs étaient en Amérique !
Immédiatement les médecins Bernard, Antoine Petit, Geoffroy, Mallet et Jacques Barbeu du Bourg firent opposition à ces conclusions et cette résolution fut signifiée le jour même, au nom de Barbeu, au doyen et à la Faculté. 
Berger décida de passer outre et fixa au 5 août 1768 une réunion pour confirmer les précédentes déterminations. Il fallait vaincre ou mourir : de l'Epine avait mobilisé le ban et l'arrière-ban des anti-novateurs, derniers fidèles des saines traditions.  
Plus de cent robes noires et bonnets carrés s'agitent dans la salle au milieu d'un tapage infernal ; on se passe de main en main un libelle de Barbeu qui attise les disputes et porte le tumulte à son comble ; à grands cris les inoculateurs, Geoffroy et Barbeu, en réclament la lecture et finissent par l'obtenir ; puis Barbeu se lève et demande au président de relire les conclusions favorables à la variolisation, émises par les deux premières assemblées : Berger refuse. Au plus fort de la mêlée, un huissier vient remettre au doyen un paquet ; il l'ouvre : c'est un ordre du Parlement qui reçoit valable l'opposition de Barbeu et consorts. Le docteur Bernard se lève, adjure le doyen de suspendre la délibération et de donner connaissance aux auditeurs du pli qu'il vient de décacheter ; Berger cherche encore à se dérober, on lui en arrache à grand peine la communication. Une explosion de cris de triomphe ou de fureur accueille la nouvelle, les invectives se croisent. Berger pourpre de rage s’époumone et se démène dans sa chaire et semble, sous les plis de son épitoge d'écarlate, le génie de la discorde planant sur rassemblée. 
Les anti-inoculateurs, forts de l'appui du doyen et de leur nombre, veulent passer outre, mais la minorité fait un tel vacarme que la séance est levée sans conclusion. Le surlendemain 7 août la publication du factum de Barbeu met l'opinion au courant des faits. 
Ce Mémoire à consulter pour M. Jacques Barbeu du Bourg et consorts, tous docteurs-régents de la Faculté de Médecine de Paris, était daté du 3 août et suivi d'une consultation de l'avocat Tenneson. Le doyen Berger était au désespoir : il se voyait déjà sur les bras un procès au Parlement ; d'autre part il ne voulait pas se dédire et laissa les anti-inoculateurs tenir le 9 août une troisième assemblée et décider, malgré la procédure en instance, qu'il serait procédé au vote par écrit. 
Cette fois les dissidents se fâchèrent tout rouge, coururent rédiger une nouvelle protestation et réitérer leur opposition auprès de la justice ; Barbeu montrait une ardeur sans pareille. Le docteur Bernard vint à la rescousse. Quinze docteurs de ce parti demandent au doyen de convoquer la Faculté dans un but de conciliation le 30 août ; Bernard y propose de nommer dans chaque camp un avocat muni de pleins pouvoirs pour arriver à une transaction ou à un arbitrage. Cette fois les réactionnaires ne sont pas en nombre, et la proposition de Bernard est adoptée par vingt-trois voix contre dix-neuf. Le doyen battu craignant de s'engager à se soumettre à un arbitre qui sans doute lui donnerait tort, prétend avoir besoin du concours d'un avocat avant de ratifier la délibération ; en vain le presse-t-on de remplir ses fonctions et de sanctionner le vote ; on exige acte de son refus, il se dérobe encore. Alors un des assistants se lève et déclare que, s'il persiste, on va discuter sans lui et rédiger des conclusions qui seront signées par le plus ancien des docteurs présents ; sur cette menace Berger cède, donne acte de son refus et s'enfuit. 
Les inoculateurs sont donc encore joués. Barbeu saute sur sa bonne plume, rédige un second mémoire en date du 4 septembre, et court demander avis à l'avocat Guy-Jean-Baptiste Target. Le nouveau Mémoire à consulter pour M. Jacques Barbeu du Bourg et consorts, tous docteurs-régents de la Faculté de Médecine de Paris, parut quelques jours après : il énumérait les récents griefs des novateurs contre le doyen, et l'avocat déclarait que l'arrêt du Parlement donnant acte aux réclamants de leur opposition suspendait de droit toute délibération sur le sujet qui avait motivé l'appel. La procédure à suivre était interminable et ces débats sur la question de forme rejetaient la question de fait à une époque indéterminée. 
Berger tenta de répondre et publia à son tour, au début de novembre, un Mémoire justificatif. Pendant toutes ces dissensions, expirait le décanat de Berger : l'élection de son successeur provoqua bon nombre de pourparlers et de brigues ; finalement les deux partis décidèrent de laisser les hostilités en suspens, en nommant un homme dépourvu de valeur personnelle, incapable de faire pencher la balance en faveur d'un des deux camps. 
Il fallait un soliveau : ce fut Le Thieullier qu'on élut. À cette date réglementaire du premier samedi après la Toussaint — alors 5 novembre 1768, — on nommait après le doyen, les professeurs ; on mettait pour chaque chaire trois noms dans l'urne, deux noms de jeunes docteurs et un nom d'ancien.
Pour le cours de chirurgie française, ce furent ceux de Barbeu du Bourg, Potier et Grandclas. Au second tour, le bulletin de Barbeu sortit ; c'était la troisième fois qu'il était appelé aux honneurs du professorat. Dans sa lettre sur l'inoculation, Barbeu avait inséré la parabole que voici à l'adresse du roi. Louis XV, malgré ses avertissements, est emporté par la variole. Deux mois après sa mort, la famille royale se fait inoculer, au château de Marly, par de Lassone, qui en vint lire le rapport à l'Académie des Sciences le 20 juillet 1774.